# Joseph Carrington Cabell
Pour les articles homonymes, voir Cabell.

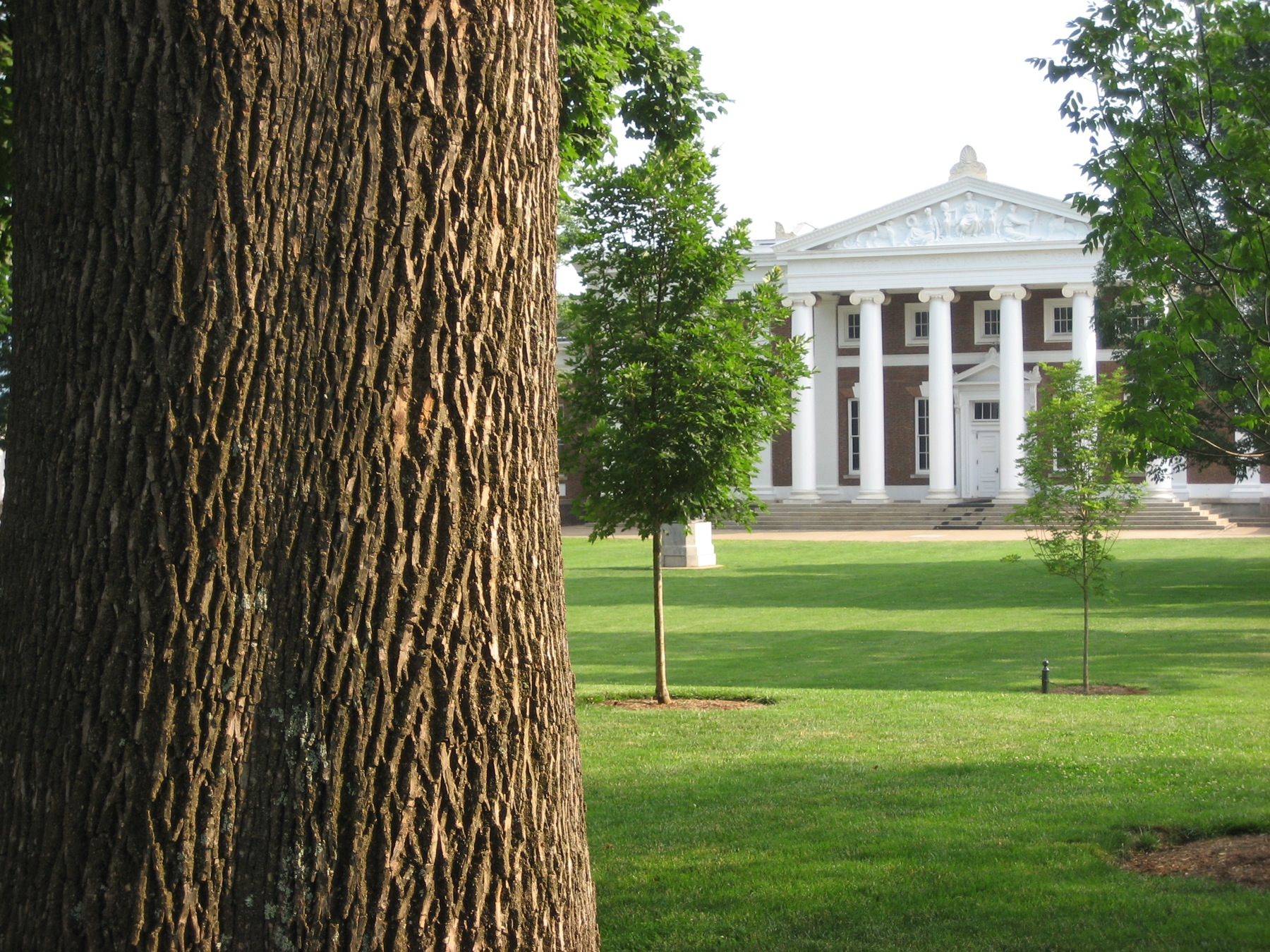
Le Cabell Hall, à l'université de Virginie (États-Unis), nommé en hommage à Joseph Carrington Cabell.

Joseph Carrington Cabell, né le 28 décembre 1778 dans le comté d'Amherst (maintenant comté de Nelson) en Virginie et mort le 5 février 1856 dans le comté de Nelson, est un politicien américain,.

## Biographie
Joseph Carrington Cabell est le quatrième enfant du colonel Edward Carrington Cabell (1750-1803) et d'Hannah Carrington Cabell (1751-1817). Il est diplômé du lycée Guillaume et Mary en 1798 et étudie ensuite le droit.
Il effectue un voyage en Caroline du sud, entre décembre 1801 et le 19 mars 1802. En novembre 1802, il part pour l'Europe, où il séjourne jusqu'en mai 1806. Il prend le bateau, en décembre 1802, à Norfolk (Virginie), à destination de la France. En Europe, il se rend dans de nombreuses universités et suit les cours des plus fameux érudits de l'époque. Il se lie d'amitié avec Robert Fulton et Washington Allston, voyage avec Washington Irving et fait la connaissance de Cuvier, Pestalozzi, Volni, Kosciusko et William Godwin. En 1805, en Suisse, il visite avec William Maclure, l’école de Johann Heinrich Pestalozzi (1746-1827), à Yverdon-les-Bains.
Rentré aux États-Unis, il se marie en 1807 et revient dans le comté d'Amherst en 1808. C'est cette année-là qu'il se lance dans la politique. Il est élu à la Chambre des Délégués de Virginie, où il effectue deux mandats. Il y participe à la création du Fonds littéraire. En janvier 1811, il soutient la candidature du colonel James Monroe au poste de gouverneur de Virginie. Il adhère au parti de son ami Thomas Jefferson, dont il devient le bras droit. Il refuse de se présenter aux élections au Congrès et de participer aux administrations des présidents Madison et Monroe, préférant rester à Richmond. Il décline également la proposition de se présenter au poste de gouverneur. Il siège pendant plusieurs décennies à l'Assemblée de Virginie, notamment au Sénat de l'État entre 1810 et 1829. De 1831 à 1835, il siège à nouveau à l'Assemblée des Délégués.
Sa principale réalisation est la création de l'université de Virginie. Il est également à l'origine de la législation étendant aux filles l'accès à l'éducation primaire et secondaire. Il consacre également beaucoup d'énergie à la proposition de canal des rivières James et de Kanawha. Par ailleurs, il se fait connaître pour ses idées progressistes en matière d'agriculture et ne cesse d'expérimenter de nouvelles méthodes dans sa propriété.
Cabell meurt, en février 1856, à « Edgewood », la propriété familiale, dans le comté de Nelson.

### L'université de Virginie
Thomas Jefferson fait appel à Cabell, dans une lettre datée du 5 janvier 1815, pour défendre l'idée de la création d'une université en Virginie. Cabell va se faire l'avocat de ce projet à l'Assemblée de l'État. Il est à l'origine de l'incorporation du Central College, puis de sa sélection comme université d'État officielle, en 1819. Cette année-là, il est nommé, par le gouverneur James P. Preston, membre du premier Comité des Visiteurs de la toute nouvelle université, aux côtés de Jefferson, de James Madison et de son ami le général John Hartwell Cocke (1780-1866). Il va œuvrer durant trois décennies pour assurer à la nouvelle université les financements nécessaires à son fonctionnement. Lorsque Cabell songe à démissionner de l'Assemblée de l'État et du Comité des Visiteurs, Jefferson lui demande, en janvier 1821, de rester membre de ce dernier :

« La nature ne vous donnera pas une seconde vie pour expier les omissions de celle-ci. Je vous en prie alors, cher et très cher monsieur, ne songez pas à nous abandonner »

Cabell reste membre du Comité des Visiteurs jusqu'à sa mort, en 1856, y siégeant plus longtemps que tous les autres membres de ce premier Comité. Il est également membre de l'Assemblée générale de l'université jusqu'en 1835. Il est aussi recteur de cette université.

### Le canal des rivières James et Kanawha
Cabell consacre une grande partie de son énergie à défendre l'idée de la construction d'un canal, sur plus de 320 km entre les rivières James et Kanawha, de Richmond à Covington, qui mettrait en relation le bassin de la Chesapeake avec le fleuve Mississippi. En 1832, il réussit à convaincre l'État de Virginie de mettre en place une gestion mixte privée-publique du canal (qui était géré par l'État depuis 1820). L'application de la charte est conditionnée par l'apport de 5 millions de dollars de capitaux privés, dont la collecte prendra trois ans à Cabell. Il doit combattre le scepticisme des politiciens et les intérêts des compagnies de chemin de fer. En 1835, Cabell est élu président de la Compagnie de la rivière James et de la Kanawha (James River and Kanawha Company), lors de la première réunion de l'association, après que l'Assemblée de Virginie eut approuvé sa charte. Cocke en est un des sept directeurs.

En 1842, John Hampden Pleasants, porte-parole des whigs de Richmond, s'émerveille de la capacité de Cabell à faire avancer le projet, malgré l'opposition de la majorité de ses concitoyens :

« Rendre passive cette majorité, et pas seulement passive, mais l'amener à une coopération active, démontre une grande connaissance de l'humanité et un grand talent pour l'influencer »

Après les dégâts dus à l'inondation de 1842, les critiques s'accentuent. Le 8 novembre 1842, Cabell écrit à Cocke :

« Au nom du Ciel, qu'est-ce qui a pris aux gens de la rivière James ! »

Le 21 novembre, Cocke lui répond  que l'inondation a 

« mis au jour la méchanceté et la mesquinerie des autres parties de l'État - ainsi que celle des propriétaires le long de la ligne »

Cabell est forcé de démissionner de la présidence de la Compagnie de la rivière James et de la Kanawha en février 1846,.

## Famille
Joseph Carrington Cabell épouse, le 1er janvier 1807, à Williamsburg (Virginie), Mary Walker Carter (morte le 20 décembre 1863), surnommée « Polly »,. Il n'a pas de descendance, son seul enfant meurt à Sweet Springs en octobre 1839. Il est parent de William Cabell Rives et John Cabell Breckinridge, ainsi que de John Hartwell Cocke, dont la fille, Anne Blaws Cocke (1811-1862), épouse, en 1831, son neveu Nathaniel Francis Cabell (1807-1891).

## Distinctions
À sa mort, la Faculté et le Comité des Visiteurs de l'université de Virginie adoptent des résolutions en son honneur. Un centre universitaire nouvellement construit est nommé Cabell Hall en 1895.